# Philomeces agouensis
Philomeces agouensis är en skalbaggsart som beskrevs av Karl Adlbauer och Mourglia 1995. Philomeces agouensis ingår i släktet Philomeces och familjen långhorningar.
Artens utbredningsområde är Togo. Inga underarter finns listade i Catalogue of Life.